# Assoziative Lockerung
Assoziative Lockerung ist die Einschränkung/Störung des assoziativen Denkens und Lernens, der sinnvollen, kognitiv kontrollierten und auf gesellschaftlichen Übereinkünften beruhenden Verknüpfung (Assoziation) von Denkinhalten. Die in vergangenen Erfahrungen erworbenen Denkregeln, -strukturen und -programme stehen in der aktuellen Situation nicht ausreichend zur Verfügung. Gestaltpsychologisch betrachtet handelt es sich um die Auflösung (oft Zusammenbruch) der Gestalt. Die assoziative Lockerung wirkt sich im Denken, Handeln und Fühlen aus.
Eugen Bleuler prägte den Begriff im Jahre 1911 zur Beschreibung eines zentralen Phänomens der Schizophrenie. Die assoziative Lockerung gehört nach Bleuler als formale Denkstörung neben Affektstörungen, Ambivalenz und Autismus zu den Grundsymptomen der Schizophrenie.

## Vorkommen
Assoziative Lockerung tritt, in jeweils abgewandelter Gestalt, außer bei Schizophrenie auf
- bei gestörter Impulskontrolle[3]
- bei Manien
- bei ADHS
- bei Drogenkonsum: Cannabis, Klassische Halluzinogene (LSD, Psilocybin, DMT, Mescalin)[4]
- im Schlaf: Sigmund Freud sagte, dass es während des Träumens zu einer hohen Austauschbarkeit der Affekte käme, da die Zuordnung von Affekten und Trauminhalten wenig regelhaft und kognitiv oft nicht nachvollziehbar sei.

Die Beeinträchtigung der kognitiv ordnenden und stabilisierenden Kontrolle bewirkt eine assoziative Lockerung der Hirnfunktionen, wodurch nicht nur bereits bestehende affektive Muster assoziativ abgerufen werden können, sondern durch die hohe Austauschbarkeit einzelner Affekte auch neue Muster spielerisch erprobt werden können. Bei erfolgreichem Ausprobieren neuer Affektmuster können alte Muster überschrieben und stattdessen neue Affektmuster ausgewählt und neuronal fixiert werden.

## Phänomene
Assoziative Lockerung kann zu folgenden Erscheinungen führen:
- Rasch wechselnde Aufmerksamkeit
- Auflösung von Handlungsmustern
- Unfähigkeit, Arbeitsprozesse angemessen durchzuführen
- Zunahme von klanglichen gegenüber semantischen, also Bedeutung tragenden Assoziationen.[5] So kann z. B. das Wort Tisch eher mit dem Wort Fisch (Wortklanggestalt) als dem Wort Stuhl (Wortsinn) assoziiert werden.
- Auflösung grammatikalischer Strukturen
- Sprunghaftigkeit des Denkens
- Denkstörungen, etwa Gedankenabreißen oder Ideenflucht
- Einschiebungen in den Gedankenfluss
- Zerfahrenheit
- Unfähigkeit, sprachlichen Ausführungen anderer zu folgen
- Danebenreden
- Neologismen (Wortneubildungen).

Verwandt mit der Assoziativen Lockerung, aber nicht mit ihr identisch sind Formen des freien Assoziierens, wie sie in der Psychoanalyse, bei projektiven Testverfahren (Rorschachtest, Familie in Tieren), im Surrealismus (écriture automatique, Frottage), beim Brainstorming oder im Spiel (Klappbilder) vorkommen. Der wesentliche Unterschied ist, dass bei diesen Verfahren bewusst und nur für eine begrenzte Zeitspanne auf systematische Denkinhalte verzichtet wird, während die Assoziative Lockerung von den Betroffenen weitgehend unbeeinflussbar ist und häufig in Verbindung mit Wahnwahrnehmungen und Wahneinfällen auftritt. Formale Denkstörungen wie die assoziativen Lockerung und, als ihre Steigerung, die Denkzerfahrenheit machen inhaltliche Denkstörungen wie Wahn und Halluzination erst möglich. Der Verlust von Struktur und Kontrollmöglichkeit des Denkprozesses verhindert auch die Realitätsprüfung wahnhafter Ideen.
Eine Sonderform der assoziativen Lockerung ist im Traum der REM-Phase zu sehen, wo durch die vorübergehende assoziative Lockerung der Hirnfunktionen eine Verarbeitung des Alltags und die Neuorganisation affektiver Muster möglich wird.

## Zitate
- „Gelockerte Assoziationen“ liegen dann vor, wenn die Patienten von einzelnen Worten und Begriffen, die sie während eines Gespräches hören, zu spontanen Äußerungen angeregt werden, die aufgrund des bisherigen Gesprächsverlaufs nicht zu erwarten waren … Wenn der Sinn der Patientenäußerungen nicht mehr verstanden werden kann, weil die Aneinanderreihung der einzelnen Worte willkürlich oder scheinbar ‚zufällig‘ wirkt und sich keine Logik mehr erkennen lässt, dann spricht man von ‚Zerfahrenheit‘.[7]
- „In der Zerfahrenheit ist das Denken zusammenhanglos und alogisch. Im Extremfall hört man von dem Patienten nichts Verstehbares, sondern nur noch unzusammenhängende Wörter oder Wortreste (Wortsalat). Das zerfahrene Denken muss nicht in jeder Beziehung sinnlos sein. Es kann aber einen Sinn innerhalb des psychotischen Erlebens haben und wenigstens teilweise verstanden werden, wenn man sich eingehend mit dem Kranken befasst … seine bizarre und absurde Art, durch Widersprüche in sich und durch Verbindungen mit dem Wahnerleben. Hierdurch unterscheidet es sich von dem absolut unzusammenhängenden Denken (Inkohärenz) bei organischer Psychose (Delir).“[8]
- „Die ‚assoziative Lockerung‘, wie sie schon Prinzhorn bei Geistesgestörten beschreibt, dürfte ein elementares Heilmittel des Seelischen sein, …“[9]